# Dikstaartgalago
De dikstaartgalago of grote galago (Otolemur crassicaudatus) is een nachtactief zoogdier uit de familie van de galago's (Galagidae). Het is de grootste soort uit de familie der galago's. De wetenschappelijke naam van de soort werd voor het eerst geldig gepubliceerd door Étienne Geoffroy Saint-Hilaire in 1812.

## Kenmerken
De dikstaartgalago heeft een afgeronde kop met een korte, brede, spitse snuit, zeer grote oren en vrij kleine, naar voren gerichte ogen. Ook de hoektanden zijn vrij groot. De dikke vacht is zeer variabel van kleur. Sommige dieren hebben een grijze vacht met een witte staartpunt, andere een donkerbruine vacht met een zwarte punt. De lichtergekleurde dieren komen voor in drogere en lager gelegen gebieden, donkerdere dieren leven hoger en in vochtigere streken. De onderzijde is vuilwit. Aan de weerszijden van de snuit en rond de ogen zitten donkere vlekken. De staart is lang en dik.
De dikstaartgalago heeft een kop-romplengte van 26 tot 46,5 centimeter (gemiddeld 32 centimeter), een staartlengte van 29 tot 55 centimeter (gemiddeld 41 centimeter) en een lichaamsgewicht van 567 tot 2000 gram (gemiddeld 1100 gram). De oren zijn 5 tot 7,2 centimeter lang.

## Leefwijze
De dikstaartgalago is een nachtdier dat pas 's avonds actief wordt. Overdag rust hij op een schuilplaats tussen de dichte begroeiing of in een boomholte. 's Nachts voedt hij zich met vruchten als bessen en vijgen, zaden, boomsappen, de gom van acacia's, bloemen, insecten, slakken, reptielen en vogeltjes.

## Afbakening
De dikstaartgalago leeft in kleine familiegroepjes in een territorium van enkele hectaren groot. Het territorium wordt gemarkeerd door urine en een geurstof uit een geurklier in de borst. Dit wordt gewreven langs takken en boomstammen.

## Voortplanting
Vrouwtjes werpen in een zelfgebouwd nest in een holle boom of tussen dichte bladeren. De jongen blijven de eerste twee weken in het nest. Als ze groot en sterk genoeg zijn, worden de jongen op de rug gedragen door hun moeder.

## Verspreiding
De dikstaartgalago is een algemene galago uit Zuid- en Oost-Afrika. Hij leeft van Angola tot Tanzania en Zuid-Kenia en de kust van Somalië en zuidwaarts in Zuidoost-Afrika tot de Limpoporivier in Zuid-Afrika, in met struiken en of bomen begroeide gebieden als struik- en boomsavannes, miombo en kust- en bergwouden tot op een hoogte van 3500 meter. Het is een goede klimmer. Hij beweegt zich liever lopend over de takken voort dan springend van tak naar tak.

## Ondersoorten
De soort heeft de volgende vier ondersoorten:
- Otolemur crassicaudatus crassicaudatus (É. Geoffroy, 1812) – komt voor in het zuiden van Mozambique, noordoosten van Zuid-Afrika en in eSwatini.
- Otolemur crassicaudatus argentatus (Lönnberg, 1913) – komt voor in Kenia en Tanzania, langs het Victoriameer.
- Otolemur crassicaudatus kirkii (Gray, 1865) – komt voor in Malawi, Mozambique, Tanzania, Zimbabwe en het noorden van Zuid-Afrika.
- Otolemur crassicaudatus monteiri (Bartlett, 1863) – komt voor in Oeganda, Burundi, Congo-Kinshasa, Tanzania, Angola, Zambia, Zimbabwe, noordelijk Malawi, noordelijk Mozambique en Botswana.